# Duke-Klasse (1987)
Die Duke-Klasse, auch als Type 23 bezeichnet, ist eine Klasse von 16 Fregatten der britischen Marine. Die Schiffe wurden zwischen 1990 und 2002 in Dienst gestellt. Gebaut wurden sie auf den Werften von Swan Hunter in Wallsend und Yarrow Shipbuilders (seit 1999 BAE Systems) in Scotstoun.

## Geschichte
In den 1970ern verfügte die Royal Navy über eine Vielzahl von Fregattentypen, von denen sich die jüngsten Entwicklungen als große Enttäuschung erwiesen, insbesondere die Amazon-Klasse. Nach den Erfahrungen des Falklandkrieges entschloss sich die britische Regierung, 24 schwere Fregatten der Broadsword-Klasse zu bauen. Im Laufe der Zeit traten jedoch die Kosten in den Vordergrund und die Produktion wurde nach nur 14 Fregatten eingestellt. Stattdessen sollte die nun entstandene Lücke durch eine kostengünstigere leichte Fregatte geschlossen werden, die primär zur U-Boot-Jagd gedacht sein sollte. Vorgelegt wurde ein Entwurf für eine simpel ausgestattete Fregatte mit 3.000 Tonnen Wasserverdrängung und einer Länge von knapp 100 m. Der Entwurf stieß jedoch auf allgemeine Kritik bei der Royal Navy, die leistungsfähigere Schiffe forderte. Letztendlich wurden dem Entwurf ein Hubschrauberhangar, mehrere Lenkwaffensysteme und zusätzliche Lagerräume hinzugefügt, wodurch die neuen Fregatten nahezu die gleiche Größe erreichten wie die Broadsword-Klasse.
Mit dem Ende des Kalten Krieges änderten sich auch die Aufgaben der Fregatten. Die U-Boot-Jagd war zwar weiterhin von Bedeutung, jedoch wurden die Fregatten nun auch für weltweite Kriseneinsätze genutzt. Während dieses erweiterte Aufgabenspektrum bei den letzten sechs Fregatten bereits beim Bau berücksichtigt wurde, wurden die ersten zehn Schiffe erst nachträglich umgerüstet. Hierzu gehörten neue Waffensysteme sowie erweiterte Kommunikationseinrichtungen.
Zu den ersten Einsätzen gehörte 1999 der Geleitschutz für die Flugzeugträger Invincible und Foch während des Kosovokrieges durch die Fregatten Grafton und Somerset. Seitdem sind die 16 Fregatten das Rückgrat der Royal Navy und waren bei sämtlichen Kriegseinsätzen Großbritanniens im Einsatz. Eine wichtige Rolle spielen die Fregatten auch bei regelmäßigen Patrouilleneinsätzen, u. a. in der Karibik gegen Drogenschmuggler. Die unerwartete Vielseitigkeit und Leistungsfähigkeit der Schiffe führte dazu, dass die Royal Navy in den späten 1990ern 10 ihrer 14 Fregatten der Broadsword-Klasse ausmusterte und nahezu alle ihre Aufgaben von der Duke-Klasse übernommen wurden.
Im Zuge des Programms „Future Surface Combatant“ (FSC) sollte die Duke-Klasse ursprünglich ab 2010 durch einen neuen Fregattentyp ersetzt werden. Aufgrund der Umstrukturierung des FSC-Programms im Jahr 2005 verzögerte sich die Indienststellung eines Nachfolgemodells, daher wurden die Fregatten der Duke-Klasse nacheinander bis 2012 einer umfangreichen Modernisierung unterzogen, um theoretisch bis 2025 in Dienst bleiben zu können. Ausgenommen hiervon waren die Fregatten Norfolk, Malborough und Grafton, die 2005 und 2006 im Rahmen einer Flottenverkleinerung an die chilenische Marine verkauft wurden.
In chilenischen Diensten wurden diese drei Schiffe später ebenfalls modernisiert. Die Modernisierung begann 2017 in der ASMAR Marinewerft in Talcahuano und umfasste ein neues CMS 330 Einsatzführungssystem von Lockheed Martin Canada, ein TRS-4D-3D-Radar von Hensoldt und das Sea Ceptor Flugkörperabwehrsystem von MBDA.
2021 wurde mit der HMS Monmouth das erste Schiff der Klasse außer Dienst gestellt.
Die Schiffe der Klasse sollen bzw. werden durch die Einheiten der City- (8 Einheiten) und  Inspiration-Klasse (5 Einheiten) ersetzt.

## Konstruktion
Man legte bei der Duke-Klasse besonderen Wert auf ein hohes Maß an Automatisierung und moderne Computersysteme. Hierdurch beträgt die Besatzung der Fregatte nur jeweils 185 Mann, während es bei der Broadsword-Klasse 260 sind. Die Schiffe sind mit besonders feuerfesten Materialien und modernsten Einrichtungen zur Brandbekämpfung ausgestattet, nachdem im Falklandkrieg vier Kriegsschiffe nach Raketentreffern ausgebrannt waren. Die Fregatten gehörten zu den ersten Kriegsschiffen, bei deren Konstruktion auf eine möglichst geringe Radarrückstrahlfläche geachtet wurde, um die Radarortung zu erschweren. In den Schornsteinen wurden spezielle Kühlsysteme eingebaut, die eine Wärmeortung erschweren. Systeme am Rumpf schützen die Schiffe gegen die Sonarortung durch U-Boote. Zudem waren die Fregatten die ersten europäischen Kriegsschiffe, die mit einem Vertical Launching System zum Starten von Flugabwehrraketen ausgestattet waren.

## Die Duke-Klasse im Film
- Die Fregatte Westminster spielt als Devonshire eine zentrale Rolle im Bond-Film Der Morgen stirbt nie. Gleichzeitig stellt sie auch die Fregatten Bedford und Chester dar.
- In der Serie Making Waves des britischen Fernsehsenders ITV ist die Grafton als Suffolk der zentrale Handlungsort.

## Einheiten
Vereinigtes Königreich
Alle Schiffe wurden nach britischen Herzogtümern benannt.
| Name           | Kennung | Werft       | Stapellauf        | Indienststellung   | Außerdienststellung | Heimathafen | Verbleib                                          |
| -------------- | ------- | ----------- | ----------------- | ------------------ | ------------------- | ----------- | ------------------------------------------------- |
| Norfolk        | F230    | Yarrow      | 11. Juli 1987     | 24. November 1989  | 15. April 2005      | Devonport   | als Almirante Cochrane (FF-05) an Chile           |
| Marlborough    | F233    | Swan Hunter | 8. April 1989     | 31. Mai 1991       | 8. Juli 2005        | Portsmouth  | als Almirante Condell (FF-06) an Chile            |
| Argyll         | F231    | Yarrow      | 24. Mai 1990      | 30. Mai 1991       |                     | Devonport   | aktiv                                             |
| Lancaster      | F229    | Yarrow      | 21. Januar 1989   | 14. Juni 1991      |                     | Portsmouth  | aktiv                                             |
| Iron Duke      | F234    | Yarrow      | 2. März 1991      | 20. Mai 1995       |                     | Portsmouth  | aktiv                                             |
| Monmouth       | F235    | Yarrow      | 23. November 1991 | 24. November 1993  | 30. Juni 2021       | Devonport   | aufgelegt                                         |
| Montrose       | F236    | Yarrow      | 31. Juli 1992     | 2. Juni 1994       |                     | Devonport   | aktiv, 2019–22 in Mina Salman/Bahrein stationiert |
| Westminster    | F237    | Swan Hunter | 9. Februar 1992   | 13. Mai 1993       |                     | Portsmouth  | aktiv                                             |
| Northumberland | F238    | Swan Hunter | 4. April 1992     | 29. November 1994  |                     | Devonport   | aktiv                                             |
| Richmond       | F239    | Swan Hunter | 6. April 1993     | Oktober 1996       |                     | Portsmouth  | aktiv                                             |
| Somerset       | F82     | Yarrow      | 24. Juni 1994     | 20. September 1996 |                     | Devonport   | aktiv                                             |
| Grafton        | F80     | Yarrow      | 5. November 1994  | 29. Mai 1997       | 31. März 2006       | Portsmouth  | als Almirante Lynch (FF-07) an Chile              |
| Sutherland     | F81     | Yarrow      | 9. März 1996      | 4. Juli 1997       |                     | Devonport   | aktiv                                             |
| Kent           | F78     | Yarrow      | 28. Mai 1998      | 8. Juni 2000       |                     | Portsmouth  | aktiv                                             |
| Portland       | F79     | BAE Systems | 15. Mai 1999      | 3. Mai 2001        |                     | Devonport   | aktiv                                             |
| St Albans      | F83     | BAE Systems | 6. Mai 2000       | 6. Juni 2002       |                     | Portsmouth  | aktiv                                             |

Die folgende Tabelle stellt die Situation der betroffenen Schiffe nach ihrem Verkauf dar.
 Chile
Die chilenischen Schiffe sind in Valparaíso beheimatet.
| Kennung | Name               | Indienststellung  | Außerdienststellung | Verbleib |
| ------- | ------------------ | ----------------- | ------------------- | -------- |
| FF-05   | Almirante Cochrane | 22. November 2006 |                     | aktiv    |
| FF-06   | Almirante Condell  | 28. Mai 2008      |                     | aktiv    |
| FF-07   | Almirante Lynch    | 28. März 2007     |                     | aktiv    |